# Dicerca pectorosa
Dicerca pectorosa är en skalbaggsart som beskrevs av Leconte 1857. Dicerca pectorosa ingår i släktet Dicerca och familjen praktbaggar. Inga underarter finns listade i Catalogue of Life.